# Lepadichthys springeri
Lepadichthys springeri är en fiskart som beskrevs av Briggs 2001. Lepadichthys springeri ingår i släktet Lepadichthys och familjen dubbelsugarfiskar. Inga underarter finns listade i Catalogue of Life.